# هلموت نیوتن
هلموت نیوتن (به انگلیسی: Helmut Newton) عکاس آلمانی‌ تبار اهل استرالیا بود.

## زندگی و سبک
طی دهه ۱۹۷۰ هلموت نیوتن به خاطر قریحه‌مندی در عرصه‌ای از عکاسی که می‌توان گفت خود ابداع‌گر آن بوده‌است آوازه‌ای بلند یافت و اعتباری به سزا کسب کرد. نیوتن عکاسی مد، آفرینندهٔ تصاویری از زیبایی‌های زنانه، نظاره‌گر آگاه و دلبستهٔ اشراف، و تصویرگر سکونتگاه‌ها و تمایلات و خودنمایی‌های قشر ممتازی از جامعهٔ غربی بوده‌است. شخصیت یگانه او از آنجا سرچشمه می‌گیرد که تمامی این خصوصیات را توأمان در وجود خود جمع کرده‌است. عکس‌های مد مستقیم او غالباً نشانه‌هایی از عریان‌نگاری و طنزی عاری از شرم را در خود دارند و در عکس‌های بدن لخت وی جذابیت و زیبایی مشهورترین مانکن‌ها به چشم می‌خورد.
موضوع تکچهره‌های عریان‌نگار او سرشناسان طبقهٔ ممتاز هستند و گیرایی عکاسی‌های وی که عجیب یا خیالی به نظر می‌رسد، ناشی از واقعیت‌ها و رویدادهایی است که خود آنها را مشاهده و شرحشان را به دقت در دفترچه‌های یادداشت خود ثبت کرده‌است.
به اعتقاد به این که «عکاسی بهتر است متهم به ابتذال باشد تا پیش پا افتادگی» عکس‌هایی هرزه‌نگار گرفت. نیوتن بین عریان‌نگاری و هرزه نگاری مرزی قائل نیست.